# Patof chez les coupeurs de têtes
Albums de Patof
Patof chez les esquimaux
(1972) Patof dans la baleine
(1972)
Patof chez les coupeurs de têtes est un album de contes de Patof, commercialisé en 1972.
Il s'agit du troisième album de la série Patof, il porte le numéro de catalogue PA-302 (CT 38764/5).
Le clown Patof est un personnage de la populaire série télévisée québécoise pour enfants Le cirque du Capitaine, il est personnifié par Jacques Desrosiers.

## Composition
« La jungle et ses mystères. Des coupeurs de têtes, des bêtes féroces, rien n'arrêtera Patof qui doit trouver à tout prix des animaux pour son cirque. »
Les textes sont de Gilbert Chénier et les effets sonores sont assurés par Roger Giguère.
Les cinq contes Patof chez les esquimaux, Patof chez les coupeurs de têtes, Patof dans la baleine, Patof chez les petits hommes verts et Patof chez les cowboys sont parus simultanément le 29 octobre 1972.

## Pochette
Patof apparaît au recto de la pochette dans une cage, prisonnier aux côtés d'un (faux) gorille.

## Réception
En décembre 1972, on remet à Jacques Desrosiers un disque Disque d'argent Patof en Russie en hommage à Radiomutuelle pour souligner sa promotion exceptionnelle ayant contribué à la vente de 100 000 disques des six albums de contes de Patof (Patof en Russie, Patof chez les esquimaux, Patof chez les coupeurs de têtes, Patof dans la baleine, Patof chez les petits hommes verts et Patof chez les cowboys).

## Titres
| 1. | Patof chez les coupeurs de têtes – 1re partie | Gilbert Chénier |  |

| 2. | Patof chez les coupeurs de têtes – 2e partie | Gilbert Chénier |  |

## Crédits
- Texte : Gilbert Chénier
- Bruiteur : Roger Giguère
- Production : Yves Martin
- Promotion : Jean-Pierre Lecours
- Cover design : Denis Sarrazin
- Photos : Louis Beshara